# Moder (râu)
Moder este un afluent al Rinului situat în Alsacia, Franța. El are izvorul la Zittersheim la o altitudine de 330 m. Moder are o lungime de 82 km, el traversează regiunea de nord din Munții Vosgi.

Afluenți
Rothbach, Nördliche Zinsel, Zorn
Localități traversate
Zittersheim, Haguenau
Bazin de colectare
1.720 km²